# Organizacja Jedności Narodowej
Organizacja Jedności Narodowej (OJN) – polska wojskowa organizacja konspiracyjna działająca w latach 1939–1941 w Wielkopolsce.

## Działalność
OJN została utworzona w Kaliszu na przełomie września i października 1939 roku przez por. Antoniego Strzelczyka ps. „Kazik”. Była organizacją aspirującą do działalności samodzielnej, choć początkowo podporządkowała się taktycznie Inspektoratowi Rejonowemu AK w Kaliszu. Antoni Wolniewicz ps. „Znicz” prowadził bezskuteczne rozmowy ze Strzelczykiem w celu podporządkowania OJN Narodowej Organizacji Bojowej. OJN zajmowała się głównie sprawami organizacyjno-propagandowymi, prowadziła też drobny sabotaż i wywiad. Wydała obligacje „O wolną i sprawiedliwą Polskę”. Wiosną 1940 r. zmieniła nazwę na Tajna Organizacja Wojskowa OJN. Liczyła kilkuset członków działających w komórkach organizacyjnych w Kaliszu, Koninie, Kole, Turku i Ostrowie Wielkopolskim.
W grudniu 1939 r. w organizacji został utworzony Wydział Propagandy.
OJN początkowo unikała spraw politycznych, jednak wkrótce doprowadziły one do rozłamu ze Związkiem Walki Zbrojnej. Nie przyniosły rezultatu rozmowy z Poznańskim i Łódzkim Okręgiem ZWZ, ani z szefem Oddziału Organizacyjnego KG ZWZ, ppłk. Antonim Sanojcą ps. „Knapik”. Jesienią 1940 r. OJN wystąpiła z ZWZ, a Strzelczyk zdecydował się podporządkować ją NOB. Równocześnie podjął zobowiązanie, że nazwa organizacji zostanie zmieniona na „Armia Narodowa”.
W grudniu 1940  r. aresztowany został Antoni Wolniewicz, a Antoni Strzelczyk po wydostaniu się z obławy opuścił Kalisz. W 1941 r. wśród członków OJN i NOB nastąpiły liczne aresztowania. Kierownictwo OJN objął   por. rez. Marian Kwiatkowski i włączył ją do Narodowej Organizacji Wojskowej.